# Paul de Montholon
Paul de Montholon – francuski strzelec, olimpijczyk. 
Brał udział w Letnich Igrzyskach Olimpijskich 1900. Startował tylko w trapie, w którym zajął 23. miejsce. 

## Wyniki

### Igrzyska olimpijskie
| Igrzyska   | Konkurencja | Wynik       | Miejsce | Źródło |
| ---------- | ----------- | ----------- | ------- | ------ |
| Paryż 1900 | Trap        | brak danych | 23      | [ 1 ]  |